# Elect the Dead
Elect the Dead – pierwszy solowy album wokalisty System of a Down, Serja Tankiana, wydany w Polsce 22 października 2007 roku.
Tankian sam grał na większości instrumentów podczas nagrywania materiału, jednak pomogli mu w tym między innymi: perkusista System of a Down John Dolmayan, perkusista Primus oraz Guns N’ Roses Bryan "Brain" Mantia, Dan Monti, który grał na gitarze elektrycznej oraz basowej, gitarzysta Primus Larry "Ler" LaLonde, śpiewaczka operowa Ani Maldjan, a także wiolonczelista Antonio Pontarelli.
Tankian rozpoczął trasę koncertową 12 października 2007 roku koncertem w Chicago, w teatrze Vic. Zagrał wtedy utwór "Charades", którego współautorem jest Daron Malakian, gitarzysta System of a Down, mimo wcześniejszych zapewnień, iż nie będzie grał na koncertach żadnych utworów System of a Down.
Pierwsze single z Elect the Dead to "The Unthinking Majority" (wydany 7 sierpnia 2007) oraz "Empty Walls" (wydany 25 września 2007).
Album wydany jest w edycji standardowej oraz limitowanej dwupłytowej. Instrumentalne wersje utworów zostały wydane na promocyjnej płycie (o numerze seryjnym PRO-CD-102124) rozdawanym przez wytwórnię Serjical Strike.

## Lista utworów
1. "Empty Walls" - 3:50
2. "The Unthinking Majority" - 3:49
3. "Money" - 3:53
4. "Feed Us" - 4:31
5. "Saving Us" - 4:44
6. "Sky is Over" - 2:57
7. "Baby" - 3:31
8. "Honking Antelope" - 3:50
9. "Lie Lie Lie" - 3:33
10. "Praise the Lord and Pass the Ammunition" - 4:23
11. "Beethoven’s Cunt" - 3:13
12. "Elect the Dead" - 2:54

### Druga płyta edycji specjalnej[2]
1. "Blue" - 2:45
2. "Empty Walls" (wersja akustyczna) – 3:46
3. "Feed Us" (wersja akustyczna) – 4:21
4. "Falling Stars" - 3:05

### Edycja specjalna iTunes
1. "The Reverend King" - 2:49
2. "Blue" - 2:45
3. "Falling Stars" - 3:05

## Teledyski
Do każdego utworu ze standardowej edycji albumu został nakręcony teledysk.
| Nazwa utworu                              | Reżyser             |
| ----------------------------------------- | ------------------- |
| "Empty Walls"                             | Tony Petrossian     |
| "The Unthinking Majority"                 | Tawd b. Dorenfeld   |
| "Money"                                   | Ara Soudjian        |
| "Feed Us"                                 | Sevag Vrej          |
| "Saving Us"                               | Kevin Estrada       |
| "Sky is Over"                             | José Rivera         |
| "Baby"                                    | Diran Noubar        |
| "Honking Antelope"                        | Roger Kupelian      |
| "Lie, Lie, Lie"                           | Martha Colburn      |
| "Praise the Lord and Pass the Ammunition" | Greg Watermann      |
| "Beethoven’s Cunt"                        | Adam Egypt Mortimer |
| "Elect the Dead"                          | Gariné Torossian    |